# 宇和島北インターチェンジ

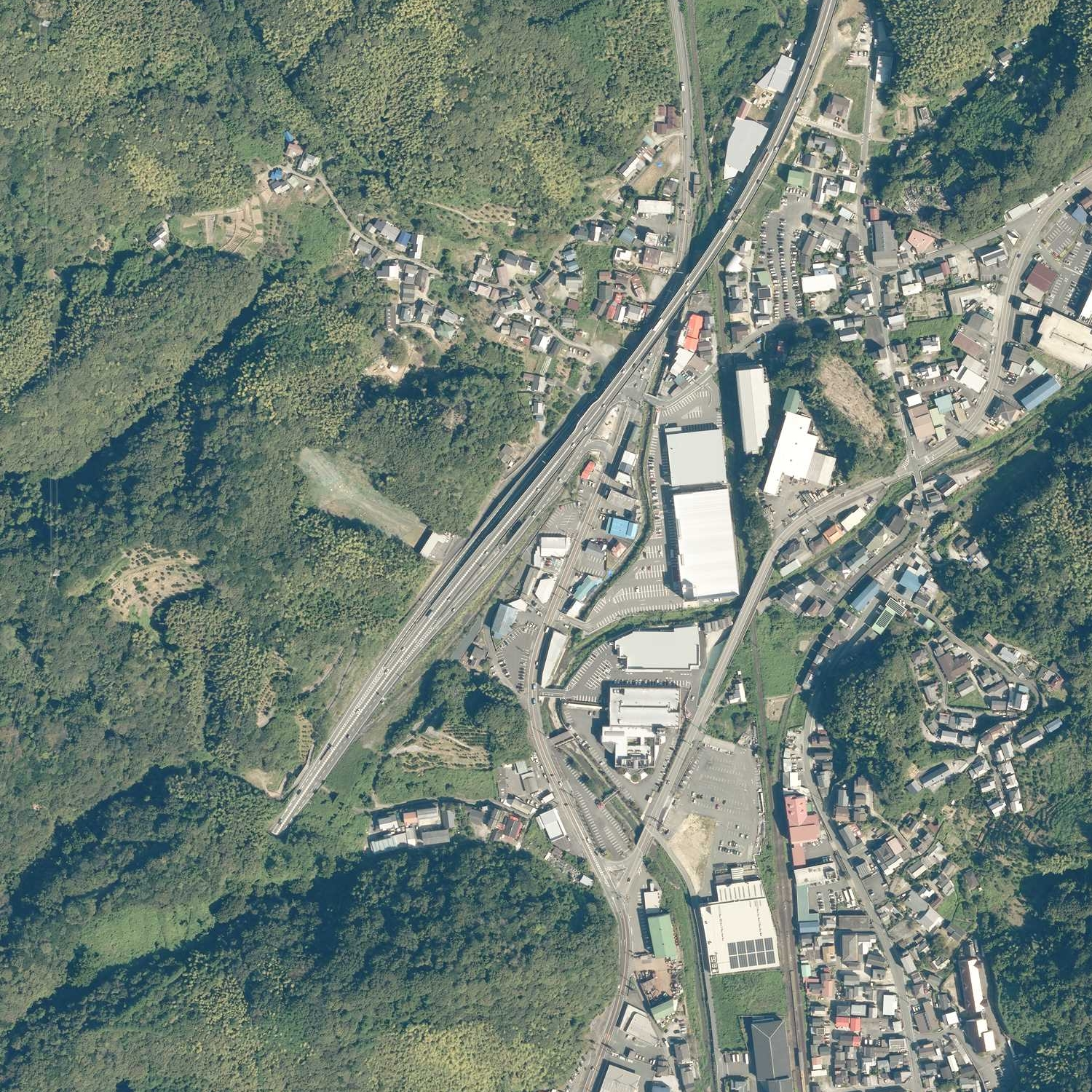

宇和島北インターチェンジ（うわじまきたインターチェンジ）は、愛媛県宇和島市高串にある、松山自動車道（宇和島道路）のインターチェンジである。

## 概要
当ICは、津島岩松IC方面出入口のみのハーフインターチェンジとなっている。
新直轄方式で建設されたため当ICには料金所がなく、西予宇和IC - 宇和島北IC間の通行料金は無料となっている。
宇和島北IC - 津島岩松IC間は、高速自動車国道に並行する一般国道自動車専用道路の宇和島道路であり、通行料金は同じく無料となっている。また、宇和島道路としては終点のインターチェンジとなっている。

## 歴史
- 1984年（昭和59年）
  - 1984年度（昭和59年度） : 宇和島道路の宇和島南IC - 宇和島北IC間が事業化[1]。
  - 4月 : 宇和島道路の宇和島南IC - 宇和島北IC間の都市計画決定[1]。
- 1985年度（昭和60年度） : 宇和島道路の宇和島南IC - 宇和島北IC間の用地買収に着手[1]。
- 1987年度（昭和62年度） : 宇和島道路の宇和島南IC - 宇和島北IC間が着工[1]。
- 1993年（平成5年）3月26日 : 宇和島道路の宇和島朝日IC - 宇和島北IC間の開通に伴い供用開始[2]。
- 2012年（平成24年）3月10日 : 松山自動車道の西予宇和IC - 宇和島北IC間が開通[3][4]。

## トンネル
宇和島北ICと宇和島南ICの間には5つのトンネルがあり、その入口には宇和島の名物のイラストのレリーフがつけられている。
- 藤江トンネル（885m) 闘牛
- 住吉トンネル（373m) 牛鬼
- 坂下津トンネル（270m) タイとハマチ
- 宮下第二トンネル（487m) みかんとその花
- 宮下第一トンネル（333m) アコヤ貝と真珠

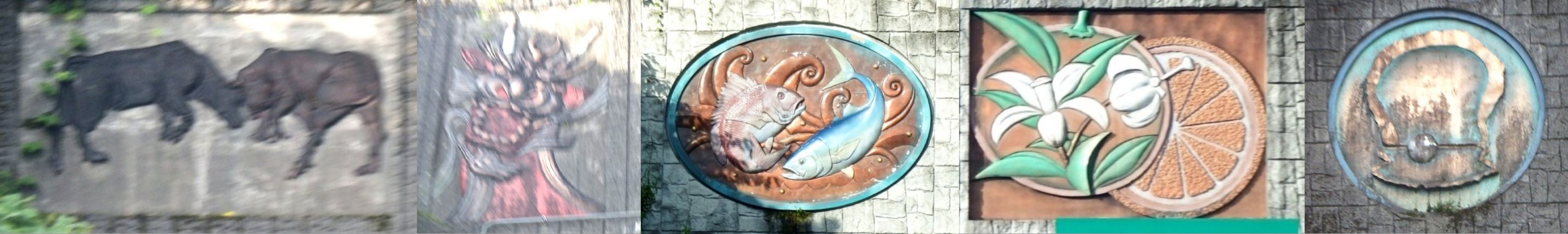
トンネルのレリーフ

## 周辺
- 国土交通省 四国地方整備局 大洲河川国道事務所 宇和島国道出張所
- JR予讃線・JR予土線 北宇和島駅
- 環太平洋大学短期大学部
- 宇和島自動車学校
- 宇和島大浦郵便局

## 接続する道路
- 国道56号

## 隣
E56 松山自動車道（宇和島道路）
(23) 三間IC - （24）宇和島北IC - （25）宇和島朝日IC